# (16118) Therberens
(16118) Therberens (1999 XQ56) – planetoida z pasa głównego asteroid okrążająca Słońce w ciągu 3,39 lat w średniej odległości 2,25 j.a. Odkryta 7 grudnia 1999 roku.